# 8 × 56 mm R
La 8 × 56 mm R o 8 × 56 mm R M30S (denominazione civile C.I.P. è una munizione austro-ungarica per fucile e mitragliatrice, adottata nel 1930 dalla Prima Repubblica austriaca, nel 1931 dal Regno di Ungheria e nel 1934 dal Regno di Bulgaria in sostituzione della cartuccia 8 × 50 mm R Mannlicher.

## Storia
La munizione originale M30 fu creata inizialmente per la mitragliatrice leggera Steyr-Solothurn. In seguito venne adottata per i fucili nel 1931 come M31 in sostituzione della precedente 8 × 50 mm R Mannlicher. L'adozione della nuova munizione coincise con l'aggiornamento del fucile Steyr-Mannlicher M1895, nel quale venne accorciata la canna e rialesata la camera di scoppio. La munizione fu scelta poi dall'Ungheria per il fucile FÉG 35M, adottato in sostituzione del M1895. Inoltre vennero camerate per la munizione le versioni aggiornate delle mitragliatrici austriache e ungheresi come la Solothurn 31M e Schwarzlose 07/31M. Dal 1934 divenne la cartuccia militare standard del Regno di Bulgaria.
Storicamente la munizione venne prodotta da diverse industrie di diversi paesi, inclusi Austria, Germania, Bulgaria e Cecoslovacchia. Attualmente è commercializzata da Hornady e Prvi Partizan per il mercato civile.

## Armi camerate
- Mannlicher M1890
- Mannlicher M1888
- Steyr-Mannlicher M1895
- FÉG 35M
- MG 30
- Gebauer 34/37M
- Schwarzlose